# Ischnolea bimaculata
Ischnolea bimaculata là một loài bọ cánh cứng trong họ Cerambycidae.